# Nihonogomphus brevipennis
Nihonogomphus brevipennis – gatunek ważki z rodziny gadziogłówkowatych (Gomphidae). Występuje w Chinach; stwierdzony w prowincjach Hubei, Jiangsu, Syczuan i Szantung.